# الحقائق الصارمة الثلاثة والحقائق الثلاثة
الحقائق الصارمة الثلاثة والحقائق الثلاثة (بالصينية: 三严三实) (بالإنجليزية: Three Stricts and Three Honests) هي حملة توعية داخلية يقودها الحزب الشيوعي الصيني قدمها الأمين العام والرئيس شي جين بينغ في عام 2014، وتهدف إلى تحسين السلوك الأخلاقي لمسؤولي الحزب و «تحسين البيئة السياسية». كانت الحملة في الأساس رد فعل ضد التراخي الأخلاقي الملحوظ في صفوف الشيوعيين والذي أدى، على مر السنين، وفقًا للحزب نفسه، إلى إبعاد مسؤولي الحكومة عن الأشخاص العاديين الذين كان من المفترض أن يخدمهم.
كانت الحملة تهدف أيضًا إلى معالجة النزعة المهنية المستوطنة، والتواطؤ بين رجال الأعمال والنخب السياسية، والبحث عن الريع من قبل المسؤولين، والسطحية التي أصبحت منتشرة في السياسة الصينية. حدث ذلك في خلفية حملة مكافحة الفساد الأوسع نطاقا، وخلق ثقافة حيث المسؤولون «لا يريدون أن يكونوا فاسدين، ولا يجرؤوا على أن يكونوا فاسدين، ولا يملكون الوسائل ليكونوا فاسدين».
منذ عام 2015، بدأت «حملة تثقيفية» على مستوى الحزب بقيادة شي والمسؤول الكبير المسؤول عن شؤون الحزب، ليو يونشان، لغرس هذه الأفكار في المسؤولين على جميع المستويات. أثار شي جين بينغ المفهوم في البداية في 19 مارس 2014، في حلقة نقاش في المؤتمر الوطني لنواب الشعب. 

## كلمات الحقائق الثلاثة
«كلمات الحقائق الثلاثة» هي:
- كن صادقًا في اتخاذ القرارات (谋事要实، يمكن أيضًا ترجمتها على أنها «كن صادقًا في فعل الأشياء»)
- كن صادقًا في تكوين مهنة (创业要实، تُترجم أيضًا على أنها «كن صادقًا في العمل»)
- كن صادقًا في السلوك الشخصي (做人要实) [2]

## كلمات القطاعات الثلاثة
«القطاعات الثلاث» هي:
- كن صارمًا في السلوك الأخلاقي (严以修身، ويمكن أيضًا ترجمته على أنه «كن صارمًا في التربية الذاتية»)
- كن صارمًا في ممارسة السلطة (严以用权)
- كن صارمًا في تأديب النفس (严以律己) [2]